# کتیبه ره
کتیبه ره (انگلیسی: Reh Inscription)، در سال ۱۹۷۹ در نزدیکی محوطه باستانی ره در امتداد جمنا (رود) در حدود ۳۵۰ کیلومتر (۲۲۰ مایل) شرق ماتورا در هند کشف شد. کتیبه پراکریتی است در خط براهمی در پایین یک لینگام. قدمت این کتیبه بین قرن دوم پیش از میلاد تا قرن دوم پس از میلاد بر اساس سبک خط است.
کتیبه تکه‌تکه توسط مورخ گواردان رای شارما در سال ۱۹۸۰، که پیشنهاد کرد که از پادشاهی یونانی هند پادشاه مناندر یکم نام می‌برد. این نظریه توسط دانشمندان دیگری مانند B.N. موکرجی و ریچارد سالومون، اگرچه کتیبه ره به عنوان یک کشف جدید مهم شناخته شده است.
کتیبه ره در اثبات وجود بازنمایی نمادین از اندیشه‌های شیوا و شیواپرستی در شمال هند باستان حائز اهمیت است.

## مکان
کتیبه ره بر روی ستون شیوا لینگا در معبد هندوها یافت می‌شود. این توسط یک دانشجوی پژوهشگر هندی دانشگاه الله‌آباد به نام D.P. شارما که از ره، بخش فتح‌پور، اوتار پرادش، در گنگ (رود) بازدید می‌کرد. این سایت حدوداً ۹۶ کیلومتر (۶۰ مایل) غرب کوسامبی و ۳۵۰ کیلومتر (۲۲۰ مایل) جنوب شرقی ماتورا، در ساحل چپ جمنا (رود) است.

## کتیبه
کتیبه خط تکه‌تکه برهمی در پایین یک میل لینگا صیقلی ساخته شده از ماسه سنگ است که در نقطه ای از محل اصلی خود بریده شده است. خطوط دیگر در زیر خط چهارم گم می‌شوند. شیوا لینگا، در زمان کشف کتیبه‌ها، در معبد معبد هندو تقدیس می‌شد. بیور بیان می‌کند که این امر نشان می‌دهد که هندوهای محلی ممکن است مدتی پیش شیوا لینگا را با کتیبه آن کشف کرده باشند. آبشار مورد توجه و قدمت شیوا لینگا مقامات معبد را بر آن داشت تا رسماً لینگا را در مکان مقدس آن تعبیه و تقدیس کنند. کتیبه دیگر قابل مشاهده نیست. تنها عکس‌هایی که در زمان کشف آن گرفته شده‌اند منبع کنونی کتیبه ره هستند.

### تحلیل شارما
به گفته G.R. شارما، این کتیبه ترجمه دقیق و کلمه به کلمه یک عنوان یونانی است:

"BASILEOS BASILEON

MEGALOU SOTEROS

DIKAIOU NIKETOROU KAI ANIKETOU

مناندر
شارما پس از آن، تفسیر و ترکیب خود را در کتابی ترکیب می‌کند که تاریخ منطقه یامونا و مناندر را بازسازی می‌کند. او برای ارائه این نظریه که یونانی‌ها به رهبری مناندر منطقه را ویران کرده‌اند، از «لایه‌های تهاجم»، «لایه‌های آتش‌سوزی» و «تیرهای دوگانه» استفاده می‌کند. بیور در نقد کتاب شارما با کتیبه ره بیان می‌کند که تز کتاب این است که «[مناندر] باعث سوزاندن بی رحمانه شهرها، ویرانی کامل ساختمان‌ها، در نتیجه خروج بازماندگان، کشتار بی‌رویه مردان، زنان و کودکان، غارت صنعت، ویرانی شهرها و روستاها شد». نام=بیواره/>

### ترجمه
فرانک هولت می‌گوید، با فرض اینکه شارما از «مناندر» خوانده درست باشد، کتیبه خط براهمی به این معنی است.

<شعر>
از پادشاه شاهان، نجات دهنده بزرگ، عادل، پیروز و شکست ناپذیر، [مناندر]
</poem>

هولت بیان می‌کند که خواندن نام مناندر توسط شارما مشکوک است. بیور موافق است.

### پیشنهادهای متقابل و تحلیل تجدید نظر شده

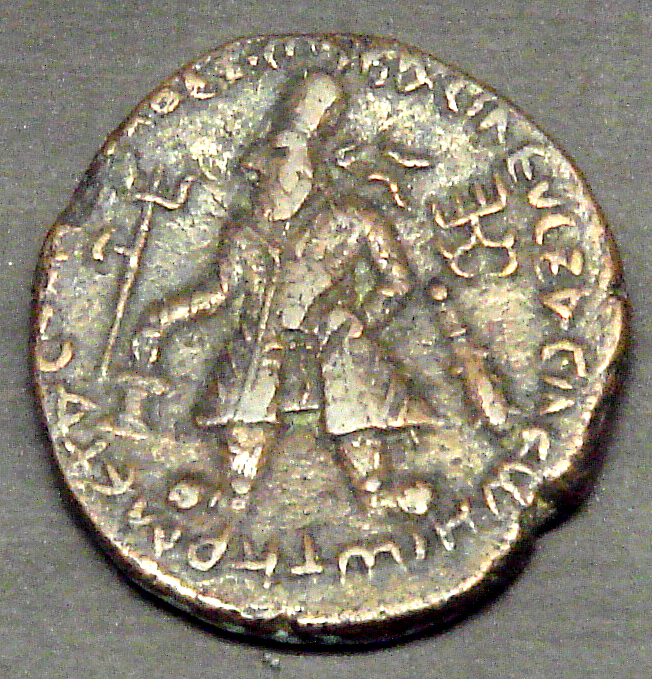
یک سکه از ویما کادفیسس به خط یونانی: ΒΑϹΙΛΕΥϹ BACIΛEWN CWTHP MEΓAC ΟΟΗΜΟ ΚΑΔΦΙϹΗϹ ("Basileus MegaingoϹΗϹ" ("Basileus Megaingo-Of" Soleus Megaingo. پادشاه ویما کادفیسس سوتر مگالوس» (سوتر مگالوس به معنی ناجی بزرگ). موزه بریتانیا.

اما نویسندگان دیگر اشاره کرده‌اند که خواندن عبارت پادشاه مناندر یکم پادشاهی یونانی هند در این کتیبه مشکوک است و شارما هیچ عکس، مدرک یا توجیهی برای تفسیر خط چهارم به مناندر ارائه نکرده است.